# Borisław Weliczkow
Borisław Weliczkow (bg. Борислав Величков; ur. 30 maja 1961 w Nowim Iskyrze) – bułgarski zapaśnik walczący w stylu klasycznym. Olimpijczyk z Seulu 1988, gdzie zajął szóste miejsce w kategorii 74 kg.
Piąty na mistrzostwach świata w 1985. Wicemistrz Europy w 1984 i 1985 roku.
- Turniej w Seulu 1988

Pokonał Jeana Mangę z Kamerunu, Wei Qingkuna z Chin i Franca Podleska z Jugosławii. Przegrał z Kim Yeong-namem z Korei Południowej, Józefem Traczem i w walce o piąte miejsce z Francuzem Martialem Mischlerem.